# Barefoot (film)
Pour les articles homonymes, voir Barefoot.
Barefoot est une comédie romantique américaine de 2014 réalisée par Andrew Fleming et mettant en vedette Evan Rachel Wood et Scott Speedman.

## Synopsis
Jay Wheeler est le fils d'une riche famille de Louisiane qui fait croire à son père qu'il est médecin dans un hôpital mais qui est en réalité criblé de dettes et qui joue le peu d'argent qu'il possède aux casinos et dans des courses de chevaux. Un jour, il assomme l'employé d'un créancier un peu trop empressé à son goût. Il se retrouve en probation conditionnelle à laver le plancher dans un hôpital psychiatrique. Il y rencontre Daisy Kensington, une jeune patiente qui se promène pieds nus dans les couloirs et qui dit entendre des voix qui l'auraient incité à tuer sa mère. Elle n’est jamais allée à l’école et sa mère l’a éduquée seule.
Un soir, Jay surprend un employé de l'hôpital s'apprêtant à agresser sexuellement Daisy. Il l'assomme et s'enfuit avec elle. Au début, il ne sait trop quoi faire d'elle puis il décide de la faire passer pour sa petite amie et de se rendre chez ses parents au mariage de son frère en Louisiane. Daisy se fait passer pour une infirmière. Au début, tout va bien. Les gens trouvent Daisy un peu bizarre (elle continue de se promener pieds nus). Une conversation avec le père de Jay la met  dans le trouble et Jay avoue à son père qu'il n'est pas médecin mais un paumé endetté. Il lui vole son camping car en emmenant Daisy avec lui. Il téléphone au docteur Bertleman, le psychiatre de Daisy, et la laisse dans une gare d'autobus en lui disant que quelqu'un va venir la chercher. Il part mais, un peu honteux, revient la chercher. Poursuivi par la police, il retéléphone au psychiatre et tente de le persuader que Daisy n'a pas tué sa mère. La police réussit à les trouver et les sépare. Daisy retourne à l'hôpital psychiatrique et Jay va en prison.
Grâce à l'entremise de sa mère, le père de Jay paie sa caution et Jay est libéré. Il cherche alors à retrouver Daisy mais est mis à la porte de l'hôpital. Il fait alors semblant de tenter de se suicider et se retrouve interné dans le même hôpital que Daisy. Une nuit, Frakel, l'employé qui avait tenté d'agresser sexuellement Daisy, tente d'étrangler Jay mais il est sauvé par un des patients. Le psychiatre, lui, fait sa petite enquête et s'aperçoit que ce n'était pas Daisy qui était schizophrène mais sa mère. Elle est libérée et part, toujours  pieds nus, finalement avec Jay. Les deux sont tombés amoureux l'un de l'autre. Quant à Jay, il va pouvoir payer ses dette car son père lui a envoyé un chèque de 40 000 dollars.

## Fiche technique
- Titre : Barefoot
- Titre original : Barefoot
- Titre canadien : The Wedding Guest
- Titre québécois : Besoin d'amour
- Réalisation : Andrew Fleming
- Scénario : Stephen Zotnowski
- Photographie : Alexander Gruszynski
- Son : John Thomas Graves
- Décors : Leonard R. Spears
- Costumes : Caroline B. Marx
- Musique : Michael Penn
- Effets spéciaux : Jason Jue
- Société de production : WhiteFlame Productions
- Société de distribution : Lionsgate Home Entertainment
- Pays d'origine : États-Unis
- Format : Couleur
- Langue : anglais
- Genre : comédie romantique
- Durée : 90 minutes
- Date de sortie : 21 février 2014  États-Unis[1]

## Distribution
- Evan Rachel Wood : Daisy Kensington
- Scott Speedman : Jay Wheeler
- Treat Williams : M. Wheeler
- Kate Burton : Mme Wheeler
- J. K. Simmons : docteur Bertleman
- J. Omar Castro : Little Earl
- David Jensen : M. Phelmitter
- Ricky Wayne : Frakel
- Ian Nelson : Jerry Wheeler
- Andrea Moore : Kate[2]
- Tinatin Dalakishvili

## Autour du film
Le film a été tourné en Louisiane en 2012.
Le film est un remake du film allemand Barfuss réalisé en 2005 par Til Schweiger.